# Option (Zeitschrift)
Option mit dem Untertitel Exciting Car Magazine ist eine japanische Automobilzeitschrift, die von Daijiro Inada im Jahr 1981 gegründet worden ist. Dies geschah, um die wachsende Nachfrage von Enthusiasten von modifizierten japanischen Fahrzeugen in Japan zu befriedigen.
Die Zeitschrift wird vom japanischen Verlag San’ei Shobō veröffentlicht, die die Muttergesellschaft von Sunpros, eine von Inada im Besitz befindende Gesellschaft ist. Inada selbst ist Gründer des D1 Professional Drift Grand Prix als auch vom Tokyo Auto Salon.

## Struktur
In den früheren Tagen der Option wurde primär über illegale Straßenrennen berichtet, um ihnen so eine gewisse Legalität zu geben. Dies wurde aber bald verboten. Außerdem berichtet man von den Versuchen, von Inada bzw. von Mitgliedern der Redaktion, beim Fahren von Geschwindigkeitsrekorden, egal ob es auf dem Bonneville Speedway, der deutschen Autobahn oder bei der Silver State Classic Challenge ist. Heutzutage berichtet die Option über Touge-, Driftrennen auf Bergstraßen und Wangan-Rennen zum Beispiel auf der Stadtautobahn Tokio, aber auch über solche, die auf gesperrten Straßen stattfinden und legal sind.
Neben Geschwindigkeitstests und Test von Teilen zum Modifizieren von Fahrzeugen, gibt es noch andere regelmäßige erscheinende Columnen. Einer dieser Columnen heißt Hot Car Contest, von Lesern eingesandte Fotos ihres Auto ein werden von Manabu Suzuki, mit einer gewissen Komik zu beurteilt. Außerdem beschäftigt sich Keiichi Tsuchiya mit verschiedenen Problemen der Leser, wenn diese sich beispielsweise nicht entscheiden können welches Auto sie sich kaufen sollen. Über die Probleme die beim Driften auftreten, berichtet in einer Monatscolumne genannt Sugoi yo! Osaru-san (すごいよ！ オサルさん), Ken Nomura.
Darüber hinaus gibt es eine regelmäßig erscheinende D1GP Minizeitschrift, die D1 Grandprix Times. Dort wirken unter anderem Eiji Yamada und Manabu Orido mit. Zu denn weiteren Ablegern der Option, gehört unter anderen die Option 2, einer der Option recht ähnliche Zeitschrift, aber mit der Betonungen auf stärker modifizierte Autos und auf technisches Detailwissen wie zum Beispiel das Anbringen von Modifikationen in Heimwerker-Manier. Weiter gibt es noch die Option Wagon, welche sich speziell mit den Belangen von Kombi und Van beschäftigt. Sie ist eine Mischung aus Option und Option 2. Die Drift Tengoku ist ein Magazin von dem es auch DVDs gibt, die sich ausschließlich mit dem Drifting beschäftigen. Aufzeichnungen der D1GP Wettbewerbe und deren Ableger in voller Länge, werden von der Video Option als DVD verkauft. Diese enthält auch Reportagen über diverse Rennveranstaltungen, sowie Fahrerpotrais, die verschiedenen Projektfahrzeuge der Zeitschrift und diverse Tuningfirmen.

## Projektfahrzeuge

### Option Stream Z (Version 1) (ストリームZ,Sutorīmu Z)

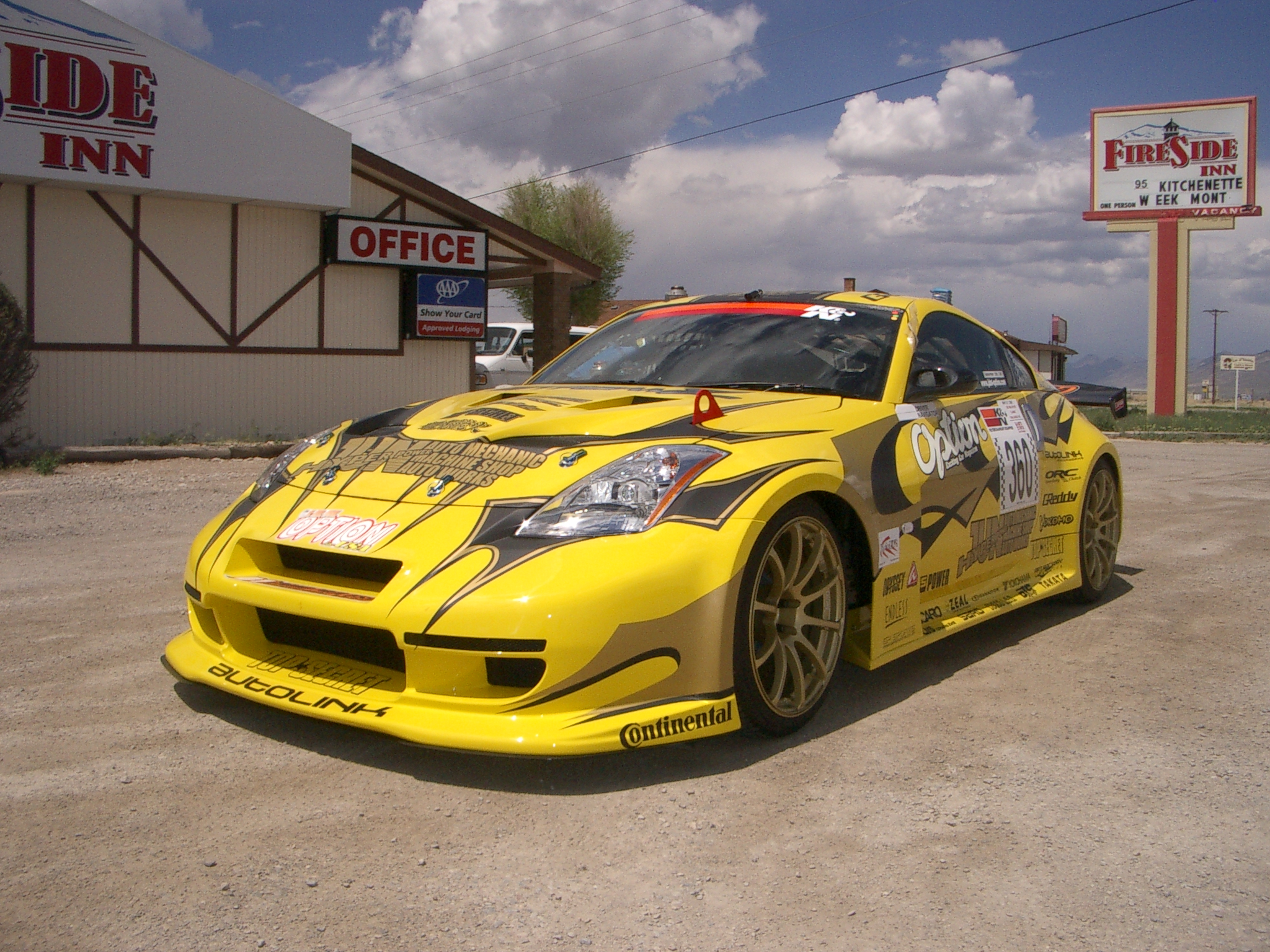
Option Stream Z (Ver. 2), bei der Nevada Open Road Challenge (Mai 2006)

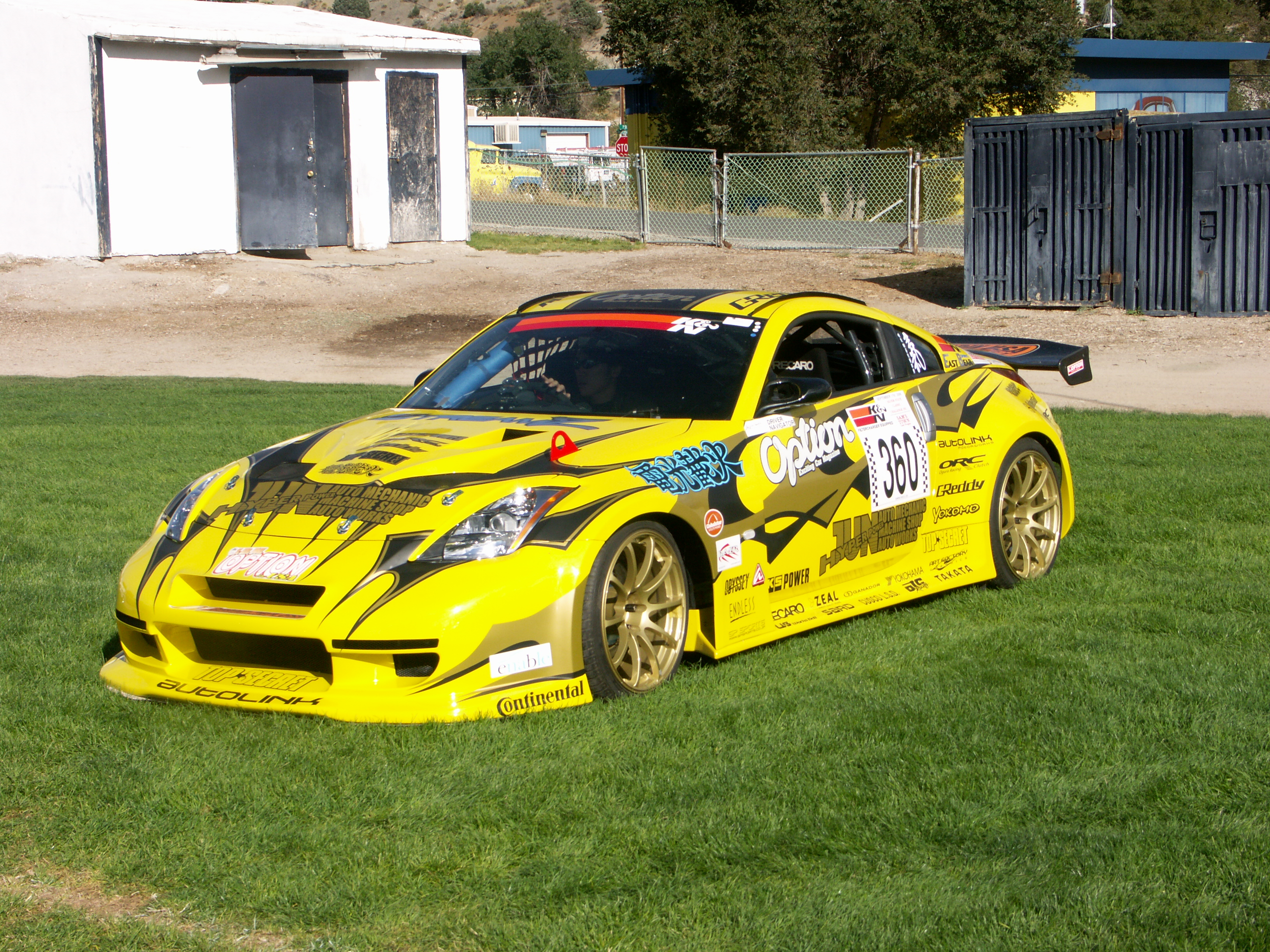
Option Stream Z (Ver. 2), bei der Silver State Classic Challenge (September 2006)

Nach einem erfolglosen Versuch im Jahr 1999, bei der Silver State Classic Challenge in Ely, Nevada, mit einem von der Firma Blitz modifizierten Nissan Skyline GT-R (Blitz R348) teilzunehmen, entschloss sich Inada 2003 zum Versuch, den Geschwindigkeitsrekord eines Chrysler LeBaron in der Kategorie Serienfahrzeuge des Guinness-Buch der Rekorde zu brechen. Der Stream Z mit der Startnummer 143 ist ein Nissan 350Z (MJ 2002), in Japan Nissan Fairlady genannt, der vom Unternehmen JUN Auto für die Unlimited Klasse modifiziert wurde. Der Hubraum des 3,5 Liter-VQ35DE-Motors wurde auf 3,8 Liter vergrößert. Außerdem wurde das Aggregat mit einem Turbolader des Typs T88-34D der Firma Greddy ausgestattet. Nach weiteren Modifikationen an Motor, Fahrwerk sowie Ex- und Interieur hatte das Fahrzeug eine Leistung von ca. 800 PS/593 kW.
Während des Rennens blätterte Gummi am linken hinteren Reifen ab, welcher bei einer Geschwindigkeit von 240 km/h außerdem Luft verlor. Bei dem Versuch, das Fahrzeug zu verlangsamen, indem Inada vom 4. in den 3. Gang schaltete, kam das Auto von der Strecke ab und überschlug sich siebenmal. Inada überstand den Unfall ohne größere Verletzungen, musste aber aufgrund einer Rückenverletzung ins nahe gelegene Krankenhaus gebracht werden. Der Unfall wurde nie offiziell untersucht, aber die Aufnahme einer Kamera im Fahrzeug wurde überprüft. Es wird vermutet, dass der Reifen heißlief und in Schichten abblätterte. Des Weiteren soll ein Fehler seitens des Fahrers den Unfall verursacht haben.
Das zerstörte Auto wurde zurück nach Japan gebracht und im Januar des darauf folgenden Jahres beim Tokyo Auto Salon am Stand der Zeitschrift gezeigt.

### Option Stream Z (Version 2)
Nachdem die Show endete, entschieden sich die Option und Inada für einen neuen Versuch. Es wurde wieder ein 350Z genommen aber jetzt mit einer Kotflügelverbreiterung, um breitere Reifen montieren zu können. Es wurde wieder derselbe 3,8-Liter-Motor gebaut, aber dieses Mal mit einem Turbolader Typ T88-38GK von Greddy. Dieser sorgte dafür, dass sich die Leistung um 100 PS auf ca. 900 PS/667 kW erhöhte. Als Folge des Unfalls wurde ein Bremsschirm am Fahrzeug installiert und das Team mietete vor Ort einen Hubschrauber, um während des Rennens in der Nähe des Fahrzeuges sein zu können. Für das folgende Jahr wurde das Auto an der hinteren Aufhängung und Federung modifiziert.
Aber das Team hatte kein Glück. So wurde im Jahre 2005, am Tag vor dem Rennen, während eines 1-Meilen-Geschwindigkeitlaufes das Fahrzeug beschädigt. Daijiro Inada war Fahrer und vom Beifahrer Susumu Koyama (Eigentümer des Tuningunternehmens JUN Auto) wurde das Signal zum Verlangsamen nach dem Durchfahren der Ziellinie falsch verstanden. 2 km nach der Ziellinie kam eine Kurve und das Fahrzeug kam von der Straße ab. Es gab mechanische Schäden am Auto und der Beifahrer wurde aufgrund eines Wadenmuskelrisses in ein Krankenhaus eingeliefert. Infolgedessen konnten sie am Hauptrennen nicht teilnehmen. Sie gewannen jedoch das 1-Meilen-Rennen mit einer Höchstgeschwindigkeit von 180 mph.
Während der im Mai 2006 stattfindenden Nevada Open Road Challenge gab Indada bekannt, dass er sich aus dem aktiven Rennsport zurückziehen würde und dass die im September stattfindende Silver State Classic Challenge sein letztes Rennen sein würde. Es gab eine Veränderung am Stream Z, die Lackierung wurde verändert. Aber dies half nicht, während des Rennens musste er aufgeben, nachdem die Kurbelwelle nach einer gefahrenen Distanz von 57 km brach.
Als er im September bei der Silver State Classic am 1-Meile-Shootout teilnahm, zerstörte sich der Motor selbst und so konnte er wie im Jahr 2005 nicht am Hauptrennen teilnehmen.
Die Version des Stream Z des Jahres 2005 ist im Spiel Grand Turismo 4 vorhanden.